# Cyclura cornuta stejnegeri
Sous-espèce
Synonymes
- Cyclura stejnegeri Barbour & Noble, 1916

Statut de conservation UICN

 EN A2ce : En danger
Statut CITES
Cyclura cornuta stejnegeri, l'Iguane de Mona, est une sous-espèce du sauriens Cyclura cornuta de la famille des Iguanidae.

## Répartition
Cette sous-espèce est endémique de Mona à Porto Rico.

## Habitat
On la trouve éparpillée partout sur l’île, bien que la partie sud-ouest soit privilégiée lors de la nidification. Elle passe la majorité de sa vie sous terre, dans divers trous ou grottes, en moyenne jusqu’à une profondeur de 1 m.

## Description

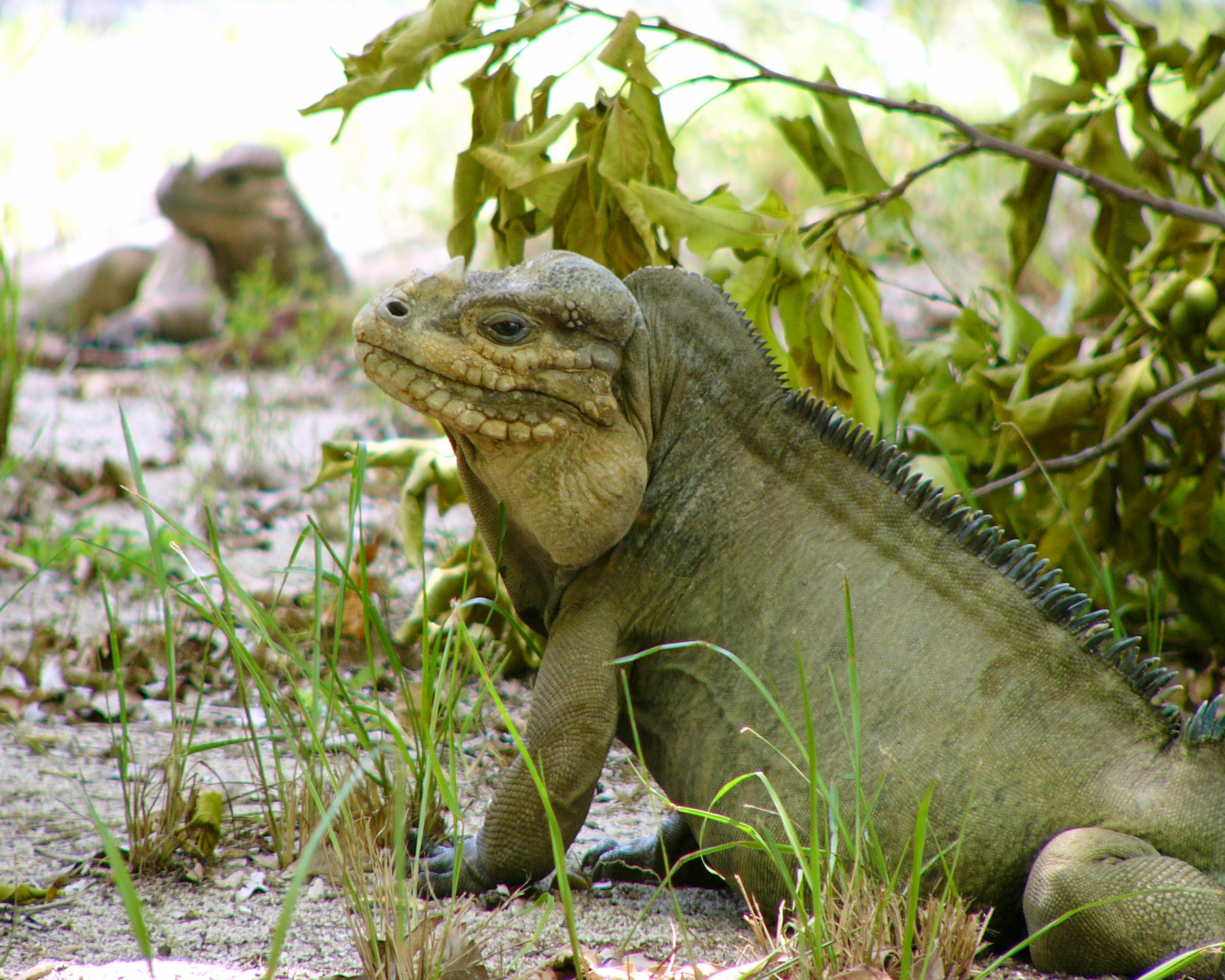
Cyclura cornuta stejnegeri

L’iguane de Mona a un large corps, une tête imposante, de puissantes pattes et une queue aplatie verticalement. Il peut atteindre 1,22 mètre (de la tête à la queue). Une crête de petites cornes d’écailles pointues s’étend de la base de sa nuque à l’extrémité de sa queue. Elle est de couleur grise à olive terne avec des légères teintes brunes ou bleues. Les jeunes diffèrent des adultes par leurs rayures verticales grises, qu’ils gardent jusqu’à leur maturité sexuelle, à l’âge de 3 ans.
Les mâles possèdent des proéminences osseuses semblables à des cornes sur leur museau, un bourrelet de graisse au niveau de la région occipitale et un grand fanon gulaire. Comme pour les autres espèces du genre Cyclura, ils sont plus gros que les femelles, et ont une crête dorsale plus proéminente, en plus des pores fémoraux qui leur permettent de diffuser des phéromones. Les femelles ne disposent pas de tels pores et ont des crêtes plus courtes,.
C’est le plus grand lézard terrestre originaire de l’archipel.

## Éthologie
L’iguane de Mona est diurne et passe la plupart de son temps à se laisser réchauffer par le soleil.

## Reproduction
Bien que l’iguane de Mona habite la totalité de l’île en temps normal, seul 1 % du territoire est propice à la construction des nids. Cet espace est situé au sud-ouest de l’île, et dispose de sable meuble et d’une bonne exposition au soleil. La femelle enfouit ses œufs dans le sable et ce sont les rayons du soleil qui permet leur incubation. Les mâles atteignent la maturité sexuelle quand ils atteignent une taille de 28-31 cm, généralement au cours de leur 3e ou 4e année, tandis que les femelles attendent un an de plus et une taille de 35-40 cm.
La saison de la ponte commence à la seconde semaine de juin. Généralement, une femelle copule avec plusieurs mâles durant les trois semaines que dure la saison de reproduction. La copulation peut durer entre 15 secondes et 2 minutes et 15 secondes. Un mois plus tard, la ponte commence. La femelle creuse un tunnel de presque 1 m à une profondeur de 50 cm environ, dans lequel elle dépose 5 à 19 œufs (12 en moyenne). Elle surveille le nid plusieurs jours, mais ne fournit aucun soin aux jeunes, qui éclosent trois mois plus tard. Ceux-ci mesurent, en moyenne, 32 cm, et pèsent 73,7 g. Ils croissent à une vitesse de 5,23 cm par an.

## Alimentation
L'iguane de Mona, comme la plupart des espèces du genre Cyclura, est principalement herbivore, consommant des feuilles, des fleurs, des baies, et des fruits de différentes espèces de plantes. Une étude menée en 2000 par le docteur Allison Alberts du zoo de San Diego a mis en évidence le fait que des graines passées par le tractus digestif des Cyclura germent plus rapidement que les autres,. Ces graines ont donc un avantage adaptatif important puisqu’elles peuvent se développer avant la fin de la très courte saison des pluies,. L’iguane de Mona est également un important moyen de propagation de ces graines, et joue un rôle important dans le maintien de l’équilibre entre le climat et la végétation (c’est le plus gros herbivore de cet écosystème),. Quelquefois, leur alimentation est supplémentée de larves d’insectes, de crabes, de limaces, d'oiseaux morts ou de champignons, et il se comporte alors comme un carnivore opportuniste,. Les iguanes de Mona mangent les chenilles de papillons de nuits sphingidés. Ces larves brillamment colorées se nourrissent de plantes venimeuses et sont évitées par la plupart des autres prédateurs.

## Population et mesures de protections
La population est évaluée à 1 500 individus, avec une densité inférieure à celle que l’on peut rencontrer dans d’autres îles antillaises habitées par des iguanes. Les iguanes juvéniles sont rares, et ne représentent que 5 à 10 % de la population, révélant une population âgée et en déclin.

### Les raisons du déclin
Les cochons sauvages représentent la menace la plus sérieuse car ils s’attaquent aux nids des iguanes, qui sont regroupés dans un espace réduit,. Les chèvres et les porcs introduits sont des concurrents alimentaires pour les iguanes, et la disparition de la végétation laisse les jeunes sans abri par rapport à certains prédateurs comme l’orfraie ou les chats sauvages.

### Efforts de sauvegarde
Un programme a été mis en place par le département de la Nature et des Ressources environnementales de Porto Rico, en collaboration avec le groupe de spécialiste des iguanes de l’UICN, l’US Fish and Wildlife Service, le zoo de Toledo et l’université de Porto Rico en 1999 pour aider à la restauration de la population d’iguanes de Mona. Ce programme prévoit que les iguanes soient élevées jusqu’à ce qu’elles soient en mesure de survivre dans la nature ainsi que la disparition des cochons de sauvage et chats sauvages de l’île. Le programme prévoit aussi de réaliser des diagnostics médicaux avant de relâcher les animaux . Ces examens permettent de créer une base de données pour établir les valeurs physiologiques normales de l’animal et identifier les problèmes futurs de parasitisme ou de maladie qui pourraient menacer l’espèce.

## Taxinomie
L’iguane de Mona est une sous-espèce d’iguane rhinocéros. Elle a été décrite en tant qu'espèce par Thomas Barbour et Gladwyn Kingsley Noble, en 1916. En 1975, Albert Schwartz et Richard Thomas la considèrent comme une sous-espèce.
Un débat existe quant à la considérer comme une sous-espèce ou une espèce à part entière. Elle est connue dans certains cercles scientifiques comme Cyclura stejnegeri. Mais d’autres la considèrent comme une sous-espèce.

## Étymologie
Son nom de sous-espèce, stejnegeri, fait honneur à Leonhard Hess Stejneger qui décrivit l’espèce en 1902.
Le nom spécifique de l’iguane, cornuta, vient du mot latin cornutus signifiant cornée et faisant référence à la sorte de corne visible sur la face des mâles.
Son nom générique, Cyclura, vient de l’ancien grec cyclos (κύκλος) signifiant circulaire et ourá (οùρά) signifiant queue, d’après les larges anneaux visibles sur la queue de tous les Cyclura.

## Publication originale
- Barbour & Noble, 1916 : A revision of the lizards of the genus Cyclura. Bulletin of The Museum of Comparative Zoology, vol. 60, n. 4, p. 139-164 (texte intégral).